# Centreville (Alabama, Bibb megye)
Centreville város az USA Alabama államában, Bibb megyében, melynek megyeszékhelye is. Lakosainak száma 2800 fő (2020. április 1.).

## Népesség
A település népességének változása:
| Lakosok száma | 239  | 2778 | 2800 |
|               | 1890 | 2010 | 2020 |